# Союз русинов Хорватии
Союз русинов Хорватии, ранее — Союз русинов и украинцев Хорватии (русин. Союз Русинох и Українцох Републики Горватскей, хорв. Savez Rusina i Ukrajinaca Republike Hrvatske, англ. Union of Ruthenians and Ukrainians of the Republic of Croatia) — союз культурно-просветительских обществ национальных меньшинств русинов и украинцев в Хорватии, где до 1996 года они были зарегистрированы как единое (общее для обоих народов) меньшинство. Основан в 1968 в Вуковаре (там его резиденция) с целью чтить родной язык, историю, искусство и фольклор.
В настоящее время организация представляет в основном интересы русинов, тогда как у украинцев в 2008 г. возникла своя организация — Украинская община Республики Хорватия.
Союз способствовал организации театральных и художественных кружков, концертов, показов народной одежды, ансамблей танца и т. п.; устраивает традиционные культурно-художественные манифестации. С 1970 издает журнал «Новая Мысль». Сотрудничает с другими украинскими обществами бывшей Югославии.
Председатель Союза — Желько Югас, заместитель председателя — В. Крайцар, редактор журнала «Новая Мысль» (Нова думка) — Владимир Костельник.

## Состав
В работе Союза русинов и украинцев Республики Хорватии до сих активно участвует от 500 до 1000 представителей украинского и русинского национальных меньшинств из неполных 5000 жителей Хорватии украинского и русинского происхождения. В составе Союза действует восемь национальных обществ из нескольких хорватских городов, главным образом, из Славонии, а также Загреба и Риеки. В рамках данной организации ведут активную деятельность и представители других меньшинств, которые поддерживают культурные традиции русинов и украинцев.
Союз русинов и украинцев Республики Хорватии участвует в многочисленных фестивалях и других культурных событиях в Хорватии и за рубежом. Он также наладил успешное международное сотрудничество с другими русинскими и украинскими организациями по всему миру.

## История Союза
В 1968 г. три культурно-художественных клуба из Петровцев, Миклушевцев и Вуковара основали Союз русинов и украинцев Республики Хорватия со штаб-квартирой в Вуковаре. Вскоре после основания в состав членов Союза были включены культурно-образовательное общество из Загреба и культурные общества из Славонски-Брода и Осиека. Во времена Войны в Хорватии 1991—1995 гг. с помощью Союза были основаны культурные общества в Липовлянах и Винковцах.
После этого Союз инициировал создание культурных центров в Риеке, а затем в селах Шумече и Каниже. До февраля 2008 года в рамках Союза действовало в общей сложности 13 культурных обществ, после чего 4 общества из практических соображений отделились и образовали другое объединение — Украинское общество Республики Хорватии.

## Деятельность и отличия
Союз русинов и украинцев в Республике Хорватии уже долгое время сотрудничает с известными лицами и учреждениями материковой Украины. В частности, в уставе союза записано, что русины в составе этой организации считают своей прародиной Украину и тем самым отличаются от тех русинов, которые Украину таковой не считают.
Союз настоящее время является членом Европейского и Всемирного конгресса украинцев, а также Всемирной федерации украинских лемковских организаций. В своей работе союз получил ряд наград, в том числе и от президента Степана Месича по случаю 40-й годовщины 9 мая 2008. Правление союза по-прежнему располагается в Вуковаре.